# Firefox Lite
Firefox Lite, anciennement appelé Firefox Rocket, est un ancien navigateur Web léger, gratuit et open source développé par Mozilla pour les smartphones et tablettes Android. Initialement commercialisé en Indonésie, il était disponible dans divers pays émergents. La taille du fichier APK était de 7 Mo. Un mode Turbo était disponible (activé par défaut), qui bloquait le contenu tiers des pages Web telles que les publicités et les trackers(le pistage Web), et un bouton qui permettait de désactiver les images des pages Web, pour accélérer le chargement des pages et utiliser moins de données mobiles. Il disposait d'un mode de navigation privé, de différents onglets, d'un mode sombre et de la possibilité de faire des captures d'écran sur la page web entière ,,. Il utilise la technologie WebView intégré par Android comme moteur de navigation. En raison de la sortie des versions actuelles de Firefox Mobile et de Firefox Focus, qui contiennent les fonctionnalités de Firefox Lite et les ont remplacées, la prise en charge de Firefox Lite prend fin le 30 juin 2021,.

## Voir également
- Firefox pour Android
- Firefox Focus
- Opéra Mini